# Geishouse
Geishouse é uma comuna francesa na região administrativa de Grande Leste, no departamento Alto Reno. Estende-se por uma área de 7,29 km². Em 2010 a comuna tinha 450 habitantes (densidade: 61,7 hab./km²).